# 草刈裕之
草苅 裕之（くさかり ひろゆき、1953年10月24日 - ）は、元東北放送(TBC)報道制作局テレビ制作部長、元アナウンサー。宮城県仙台市出身。
仙台第三高等学校、明治大学卒業後にTBC入社。TBCテレビ・ラジオの人気番組のスポーツパーソナリティーを数多く務める。ブランメル仙台（現・ベガルタ仙台）初代広報担当。
ラジオ番組の「エンドー・ミュージックショーウィンドー」を担当していた時に吉永小百合がゲストに来た時には大感激し、心底「アナウンサーになって良かった」と思ったという。